# وایتسنکیرشن
وایتسنکیرشن (به آلمانی: Waizenkirchen) یک منطقهٔ مسکونی در اتریش است که در ناحیه گرایسکیرچن واقع شده‌است. وایتسنکیرشن ۳۴٫۲ کیلومتر مربع مساحت دارد ۳۶۷ متر بالاتر از سطح دریا واقع شده‌است.